# Bilbrook
Bilbrook es una parroquia civil y un pueblo del distrito de South Staffordshire, en el condado de Staffordshire (Inglaterra).

## Geografía
Según la Oficina Nacional de Estadística británica, Bilbrook tiene una superficie de 5,61 km².

## Demografía
Según el censo de 2001, Bilbrook tenía 4569 habitantes (47,82% varones, 52,18% mujeres) y una densidad de población de 814,44 hab/km². El 18,45% eran menores de 16 años, el 72,36% tenían entre 16 y 74, y el 9,19% eran mayores de 74. La media de edad era de 41,67 años. Del total de habitantes con 16 o más años, el 23,51% estaban solteros, el 57,62% casados, y el 18,87% divorciados o viudos.
Según su grupo étnico, el 97,83% de los habitantes eran blancos, el 0,9% mestizos, el 0,57% asiáticos, el 0,37% negros, el 0,11% chinos, y el 0,13% de cualquier otro. La mayor parte (97,5%) eran originarios del Reino Unido. El resto de países europeos englobaban al 1,16% de la población, mientras que el 1,34% había nacido en cualquier otro lugar. El cristianismo era profesado por el 84,39%, el budismo por el 0,07%, el hinduismo por el 0,11%, el islam por el 0,22%, el sijismo por el 0,33%, y cualquier otra religión, salvo el judaísmo, por el 0,35%. El 8,41% no eran religiosos y el 6,13% no marcaron ninguna opción en el censo.
Había 1978 hogares con residentes y 68 vacíos.